# Östen, Värmland
Östen är en sjö i Årjängs kommun i Värmland och ingår i Göta älvs huvudavrinningsområde. Sjön är 23 meter djup, har en yta på 3,74 kvadratkilometer och befinner sig 111,2 meter över havet. Sjön avvattnas av Upperudsälven. Sjön kan nås av båtar via Dalslands kanal. Vid provfiske har bland annat abborre, braxen, gärs och gädda fångats i sjön.

## Delavrinningsområde
Östen ingår i det delavrinningsområde (662020-127898) som SMHI kallar för Utloppet av Östen. Medelhöjden är 163 meter över havet och ytan är 30,22 kvadratkilometer. Räknas de 11 avrinningsområdena uppströms in blir den ackumulerade arean 299,61 kvadratkilometer. Upperudsälven som avvattnar avrinningsområdet har biflödesordning 2, vilket innebär att vattnet flödar genom totalt 2 vattendrag innan det når havet efter 274 kilometer. Avrinningsområdet består mestadels av skog (76 procent). Avrinningsområdet har 3,93 kvadratkilometer vattenytor vilket ger det en sjöprocent på 12,8 procent.

## Fisk
Vid provfiske har följande fisk fångats i sjön:
- Abborre
- Braxen
- Gärs
- Gädda
- Lake
- Löja
- Mört
- Nors